# Albanski jezik
Albanski jezik (ISO 639-3: sqi) jest makrojezik i od 1952. službeni jezik Albanije temeljen na toskijskome. Pripada albanskoj skupini jezika indoeuropske jezične porodice i njime govor preko 7,5 milijuna ljudi. Neki smatraju da svoje korijenje vuče iz ilirskih jezika.

## Dijalekti
Albanski jezici dijele su u dvije glavne skupine: toskijska i gegijska. Rijeka Shkumbin je linija podjele. Sjeverno od rijeke Shkumbin govori se gegijski, a južno toskijski. Sve do dolaska komunista na vlast standardni jezik bio je temeljen na gegijskome, a poslije od 1952. na toskijskom.
Gegijski se govori u sjevernoj Albaniji, Makedoniji, Kosovu i dijelovima Crne Gore. Godine 1968. kosovski, makedonski i crnogorski Albanci su odlučili isključivo rabiti toskijski kao školski i književni jezik.

## Izgovor
Albanska abeceda ima 36 slova:
| slovo | izgovor (IPA) | opis izgovora                                         |
| ----- | ------------- | ----------------------------------------------------- |
| a     | a             | slično hrvatskomu <a>                                 |
| b     | b             | slično hrvatskomu <b>                                 |
| c     | t͡s            | slično hrvatskomu <c>                                 |
| ç     | t͡ʃ            | slično hrvatskomu <č>                                 |
| d     | d             | slično hrvatskomu <d>                                 |
| dh    | ð             | kao englesko <th> u they                              |
| e     | e             | kao hrvatsko <e>                                      |
| ë     | ə             | poluglas kao prije <r> u krv                          |
| f     | f             | slično hrvatskomu <f>                                 |
| g     | g             | slično hrvatskomu <g>                                 |
| gj    | ɟ             | slično hrvatskomu <đ>, ali mekše                      |
| h     | h             | slično hrvatskomu <h>, ali mekše; englesko <h>        |
| i     | i             | slično hrvatskomu <i>                                 |
| j     | j             | slično hrvatskomu <j>                                 |
| k     | k             | slično hrvatskomu <k>                                 |
| l     | ɫ             | kao <l> u bol                                         |
| ll    | l             | kao <l> u lik                                         |
| m     | m             | slično hrvatskomu <m>                                 |
| n     | n             | slično hrvatskomu <n>                                 |
| nj    | ɲ             | slično hrvatskomu <nj>                                |
| o     | o             | slično hrvatskomu <ol>                                |
| p     | p             | slično hrvatskomu <p>                                 |
| q     | c             | kao hrvatsko <ć>, ali mekše                           |
| r     | ɾ             | kao vrlo kratko hrvatsko <r> ili englesko <r>         |
| rr    | r             | kao hrvatsko <r>                                      |
| s     | s             | slično hrvatskomu <s>                                 |
| sh    | ʃ             | kao hrvatsko <š>                                      |
| t     | t             | slično hrvatskomu <t>                                 |
| th    | θ             | kao englesko <th> u thin                              |
| u     | u             | slično hrvatskomu <u>                                 |
| v     | v             | slično hrvatskomu <v>                                 |
| x     | d͡z            | kao <c> u stric bi, zvučno <c>; talijansko <z> u zero |
| xh    | d͡ʒ            | kao hrvatsko <dž>                                     |
| y     | y             | kao njemačko <ü>; kao <i> sa zaobljenim usnama        |
| z     | z             | slično hrvatskomu <z>                                 |
| zh    | ʒ             | kao hrvatsko <ž>                                      |

## Usporedba s drugim jezicima
| Albanski                  | muaj                      | i ri                      | nënë                      | motër                     | natë                      | hundë                     | tre                       | i zi / e zezë             | i kuq                     | i verdhë                  | i blertë / i gjelbër      | ujk                       |
| Drugi Indoeuropski jezici | Drugi Indoeuropski jezici | Drugi Indoeuropski jezici | Drugi Indoeuropski jezici | Drugi Indoeuropski jezici | Drugi Indoeuropski jezici | Drugi Indoeuropski jezici | Drugi Indoeuropski jezici | Drugi Indoeuropski jezici | Drugi Indoeuropski jezici | Drugi Indoeuropski jezici | Drugi Indoeuropski jezici | Drugi Indoeuropski jezici |
| ------------------------- | ------------------------- | ------------------------- | ------------------------- | ------------------------- | ------------------------- | ------------------------- | ------------------------- | ------------------------- | ------------------------- | ------------------------- | ------------------------- | ------------------------- |
| hrvatski                  | mjesec                    | novo                      | majka                     | sestra                    | noć                       | nos                       | tri                       | crno                      | crveno                    | žuto                      | zeleno                    | vuk                       |
| engleski                  | month                     | new                       | mother                    | sister                    | night                     | nose                      | three                     | black                     | red                       | yellow                    | green                     | wolf                      |
| latinski                  | mēnsis                    | novus                     | māter                     | soror                     | nox                       | nasus                     | trēs                      | āter, niger               | ruber                     | flāvus, gilvus            | viridis                   | lupus                     |
| talijanski                | mese                      | nuovo                     | madre                     | sorella                   | notte                     | naso                      | tre                       | nero                      | rosso                     | giallo                    | verde                     | lupo                      |
| njemački                  | Monat                     | neu                       | Mutter                    | Schwester                 | Nacht                     | Nase                      | drei                      | schwarz                   | rot                       | gelb                      | grün                      | Wolf                      |
| portugalski               | mês                       | novo                      | mãe                       | irmã                      | noite                     | nariz                     | três                      | negro                     | vermelho                  | amarelo                   | verde                     | lobo                      |
| španjolski                | mes                       | nuevo                     | madre                     | hermana                   | noche                     | nariz                     | tres                      | negro                     | rojo                      | amarillo                  | verde                     | lobo                      |
| rumunjski                 | luna                      | nou/noi                   | mamă                      | soră                      | noapte                    | nas                       | trei                      | negru                     | roşu                      | galben                    | verde                     | lup                       |
| velški                    | mis                       | newydd                    | mam                       | chwaer                    | nos                       | trwyn                     | tri                       | du (/di/)                 | coch, rhudd               | melyn                     | gwyrdd, glas              | blaidd                    |
| poljski                   | miesiąc                   | nowy                      | matka                     | siostra                   | noc                       | nos                       | trzy                      | czarny                    | czerwony                  | żółty                     | zielony                   | wilk                      |
| litavski                  | mėnuo                     | naujas                    | motina                    | sesuo                     | naktis                    | nosis                     | trys                      | juoda                     | raudona                   | geltona                   | žalias                    | vilkas                    |
| bugarski                  | месец mesec               | нов nov                   | майка maika               | сестра sestra             | нощ nošt                  | нос nos                   | три tri                   | черен čeren               | червен červen             | жълт žălt                 | зелен zelen               | вълк vălk                 |

## Vanjske poveznice
- Ethnologue (16th)